# Minna Reichelt
Minna Reichelt (* 30. April 1842 in Schmiedeberg; † 5. Juni 1906 in Dresden) war Diakonisse, Lehrerin und Journalistin. 
Die Tochter des Zeughammerschmiedes Karl August Reichelt kam 1850 mit ihrer Familie nach Dresden. 1857 begann sie ihre Ausbildung in Frau Kantor Mittags Kindergarten, theoretischen Unterricht erhielt sie bei der Fröbelschülerin Bertha Glöckner. Sie belegte auch den Kursus für Turnlehrerinnen bei Kloß. Ostern 1860 ging sie als Lehrerin für Turnen und französischen Elementarunterricht in das Institut der Frau Frankenberg (Witwe von Adolf Frankenberg, Seilergasse 2, gründete den ersten Kindergarten Sachsens). Michaelis des gleichen Jahres wurde sie Schülerin im Königlich Sächsischen Lehrerinnenseminar in Lichtenstein-Callnberg.
Nach einem Jahr musste sie wegen finanzieller Schwierigkeiten die Ausbildung abbrechen und wurde Erzieherin des Sohnes von Partikulier Döhne. Danach arbeitete sie im Hause des Spinnereibesitzers Tetzner in Rothenhaus bei Görkau in Böhmen. Am 1. Mai 1867 erfolgte ihr Eintritt in die Diakonissenanstalt Dresden. Sie erhielt eine Ausbildung in der Krankenpflege. 1870 arbeitete sie in einem Lazarett und erhielt eine Kriegsgedenkmünze von Stahl am Nichtkombattanten-Bande. Sie gründete am 24. August 1868 die christliche Kleinkinderschule in einem Gartenhaus Ecke Holzhof-Wolfsgasse, daraus entstand 1872 (offiziell 1878) das Dresdner Kleinkinderlehrerinnenseminar. 1869 feierte sie ihre Einsegnung zur Diakonisse. Freundschaftliche Zusammenarbeit pflegte sie mit Schwester Marie Amundsen. 1893 begann ihre Mitarbeit am Sächsischen Kleinkinderschulblatt (ab 1896 Die christliche Kleinkinderpflege). Sie arbeitete im „Ausschuß für das christl. Kleinkinderschulwesen in Sachsen“ mit.